# Campeonato Argentino M23 2005
El Campeonato Argentino de Menores de 23 años de 2005 fue un torneo para seleccionados M23 de uniones regionales afiliadas a la Unión Argentina de Rugby. El torneo se llevó a cabo entre el 5 de marzo y el 3 de abril de 2005, disputándose en conjunto con el Campeonato Argentino de Mayores.
El torneo tuvo el mismo formato, equipos y fechas que la Zona Campeonato del Campeonato Argentino de Mayores de 2005, con cada partido disputándose como encuentro preliminar al de los de mayores. A diferencia del torneo de mayores, no se disputaron semifinales: los ganadores de cada zona accedieron directamente a la final. También se llevaron a cabo encuentros preliminares M23 entre equipos pertenecientes a la Zona Ascenso del torneo de mayores, pero estos fueron de carácter amistoso.
La final fue disputada por la Unión de Rugby de Buenos Aires y la Unión de Rugby de Cuyo en las instalaciones del Liceo Rugby Club en Luján de Cuyo, Provincia de Mendoza. Las Águilas, capitaneadas por Agustín Creevy, se impusieron 26-19, ganando el torneo de forma invicta.
Una segunda edición del torneo fue contemplada, pero no se llevó a cabo, resultando en los seleccionados M23 jugando encuentros de carácter amistoso durante 2006.

## Equipos participantes
| División                  | Equipo        | Unión                           |
| ------------------------- | ------------- | ------------------------------- |
| Zona Campeonato 8 equipos | Buenos Aires  | Unión de Rugby de Buenos Aires  |
| Zona Campeonato 8 equipos | Córdoba       | Unión Cordobesa de Rugby        |
| Zona Campeonato 8 equipos | Cuyo          | Unión de Rugby de Cuyo          |
| Zona Campeonato 8 equipos | Mar del Plata | Unión de Rugby de Mar del Plata |
| Zona Campeonato 8 equipos | Nordeste      | Unión de Rugby del Nordeste     |
| Zona Campeonato 8 equipos | Rosario       | Unión de Rugby de Rosario       |
| Zona Campeonato 8 equipos | Salta         | Unión de Rugby de Salta         |
| Zona Campeonato 8 equipos | Tucumán       | Unión de Rugby de Tucumán       |

## Zona Campeonato

### Zona 1
| Pos. | Equipos       | Partidos | Partidos | Partidos | Tantos | Tantos | Tantos | Pts. |
| Pos. | Equipos       | G        | E        | P        | PF     | PC     | DP     | Pts. |
| ---- | ------------- | -------- | -------- | -------- | ------ | ------ | ------ | ---- |
| 1.°  | Cuyo          | 3        | 0        | 0        | 158    | 53     | +105   | 15   |
| 2.°  | Salta         | 2        | 0        | 1        | 97     | 65     | +32    | 9    |
| 3.°  | Córdoba       | 1        | 0        | 2        | 91     | 126    | -35    | 7    |
| 4.°  | Mar del Plata | 0        | 0        | 3        | 36     | 138    | -102   | 0    |

|  | Clasifica a la final |

| 5 de marzo | Córdoba | 46 - 23 | Mar del Plata | CRAI, Santa Fe                          |                                         |
|            |         | Reporte |               | Árbitro(s): Agustín Auad (Buenos Aires) | Árbitro(s): Agustín Auad (Buenos Aires) |

| 5 de marzo | Cuyo | 38 - 22 | Salta | Polideportivo N°1, San Rafael              |                                            |
|            |      | Reporte |       | Árbitro(s): Martín Laurelli (Buenos Aires) | Árbitro(s): Martín Laurelli (Buenos Aires) |

| 12 de marzo | Mar del Plata | 3 - 37  | Cuyo | Club Los Cardos, Tandil            |                                    |
|             |               | Reporte |      | Árbitro(s): Mauro Rivera (Rosario) | Árbitro(s): Mauro Rivera (Rosario) |

| 13 de marzo | Córdoba | 17 - 20 | Salta | Córdoba Athletic Club, Córdoba             |                                            |
|             |         | Reporte |       | Árbitro(s): Hernán Filomena (Buenos Aires) | Árbitro(s): Hernán Filomena (Buenos Aires) |

| 19 de marzo | Cuyo | 83 - 28 | Córdoba | San Juan Rugby Club, San Juan |  |
|             |      | Reporte |         |                               |  |

| 19 de marzo | Salta | 55 - 10 | Mar del Plata |  |  |
|             |       | Reporte |               |  |  |

### Zona 2
| Pos. | Equipos      | Partidos | Partidos | Partidos | Tantos | Tantos | Tantos | Pts. |
| Pos. | Equipos      | G        | E        | P        | PF     | PC     | DP     | Pts. |
| ---- | ------------ | -------- | -------- | -------- | ------ | ------ | ------ | ---- |
| 1.°  | Buenos Aires | 3        | 0        | 0        | 120    | 55     | +65    | 15   |
| 2.°  | Nordeste     | 2        | 0        | 1        | 88     | 115    | -27    |      |
| 3.°  | Tucumán      | 1        | 0        | 2        | 59     | 57     | +2     |      |
| 4.°  | Rosario      | 0        | 0        | 3        | 52     | 92     | -40    | 2    |

|  | Clasifica a la final |

| 5 de marzo | Buenos Aires | 67 - 33 | Nordeste | La Plata Rugby Club, La Plata      |                                    |
|            |              | Reporte |          | Árbitro(s): Mauro Rivera (Rosario) | Árbitro(s): Mauro Rivera (Rosario) |

| 5 de marzo | Rosario | 17 - 24 | Tucumán | Duendes Rugby Club, Rosario                |                                            |
|            |         | Reporte |         | Árbitro(s): Federico Cuesta (Buenos Aires) | Árbitro(s): Federico Cuesta (Buenos Aires) |

| 12 de marzo | Tucumán | 10 - 13 | Buenos Aires | Tucumán Lawn Tennis, Tucumán            |                                         |
|             |         | Reporte |              | Árbitro(s): Darío Di Giacinti (Rosario) | Árbitro(s): Darío Di Giacinti (Rosario) |

| 12 de marzo | Rosario | 23 - 28 | Nordeste | Duendes Rugby Club, Rosario                |                                            |
|             |         | Reporte |          | Árbitro(s): Martín Laurelli (Buenos Aires) | Árbitro(s): Martín Laurelli (Buenos Aires) |

| 19 de marzo | Buenos Aires | 40 - 12 | Rosario | Club Champagnat, General Pacheco |  |
|             |              | Reporte |         |                                  |  |

| 19 de marzo | Nordeste | 27 - 25 | Tucumán | Taragüy Rugby Club, Corrientes |  |
|             |          | Reporte |         |                                |  |

## Final
La localía de la final se decidió por sorteo, siendo ganadora la Unión de Rugby de Cuyo.
| 3 de abril | Cuyo | 19 - 26 | Buenos Aires | Liceo Rugby Club, Luján de Cuyo                                  |                                                                  |
|            |      | Reporte |              | Asistencia: 1000 espectadores Árbitro(s): Agustín Auad (Tucumán) | Asistencia: 1000 espectadores Árbitro(s): Agustín Auad (Tucumán) |

|                      |
| Buenos Aires Campeón |